# Comuna Kosmîrîn, Buceaci
Kosmîrîn (în ucraineană Космирин) este o comună în raionul Buceaci, regiunea Ternopil, Ucraina, formată din satele Kosmîrîn (reședința) și Naberejne.

## Demografie
Componența lingvistică a comunei Kosmîrîn
     Ucraineană (100%)
Conform recensământului din 2001, toată populația comunei Kosmîrîn era vorbitoare de ucraineană (100%).